# Paractinostola bulbosa
Paractinostola bulbosa är en havsanemonart som beskrevs av Oscar Henrik Carlgren 1928. Paractinostola bulbosa ingår i släktet Paractinostola och familjen Actinostolidae. Inga underarter finns listade i Catalogue of Life.